# 올스타
올스타(영어: All-star)는 연예계 및 스포츠계에서 사용되는 용어로, 연예계에는 유명 스타들을 망라한 것을 의미하며, 스포츠계에서는 실력이 뛰어는 선수들을 망라한 것을 의미한다.

## 연예계

### 영화
영화계에서의 올스타라는 용어는 유명 스타들을 캐스팅한 것으로, 카메오나 조연마저도 유명 스타들로 캐스팅된 것을 말한다.

#### 올스타 캐스트 영화 목록
- 《그랜드 호텔》 (1932)
- 《8시 석찬》 (1933)
- 《운명의 향연》 (1942)
- 《80일간의 세계 일주》 (1956)
- 《12인의 성난 사람들》 (1957)
- 《오션스 일레븐》 (1960)
- 《매드 매드 대소동》 (1963)
- 《서부 개척사》 (1963)
- 《007 카지노 로얄》 (1967)
- 《오리엔트 특급 살인》 (1974)
- 《머나먼 다리》 (1977)
- 《JFK》 (1991)
- 《펄프 픽션》 (1994)
- 《히트》 (1995)
- 《화성 침공》 (1996)
- 《노 브레인 레이스》 (2001)
- 《오션스 일레븐》 (2001)
- 《미스틱 리버》 (2003)
- 《도그빌》 (2003)
- 《러브 액츄얼리》 (2001)
- 《바비》 (2006)
- 《발렌타인 데이》 (2010)
- 《익스펜더블》 (2010)
- 《뉴욕의 연인들》 (2011)
- 《무비 43》 (2013)

## 같이 보기
- 앙상블 캐스트
- 슈퍼그룹